# Mikrogeschichte: Menschen und Konflikte in der Frühen Neuzeit
Mikrogeschichte: Menschen und Konflikte in der Frühen Neuzeit ist ein Buch von Otto Ulbricht, erschienen im Mai 2009 im Campus-Verlag. Ulbricht setzt sich darin für seine Vorstellung einer Neuorientierung der deutschen Mikrogeschichte ein und fördert einen kritischen Diskurs innerhalb der Geschichtswissenschaften. Das Werk gilt als eines der umfassendsten Werke in der noch jungen Forschungsdisziplin Mikrogeschichte.

## Konzept derMikrogeschichte als Menschengeschichte
Otto Ulbricht etabliert in diesem Buch sein Konzept der Mikrogeschichte als Menschengeschichte. Er führt sie als direkte Gegenbewegung an zur französischen Annales-Schule, und damit einhergehend der „Quantifizierung der Geschichte“. Durch die Kombination von Quellen und die detailreiche Betrachtung derselben bekomme man die „Innenseite der Fakten“:9 in den Blick. Durch überlieferte Selbstdarstellungen oder Dialoge gelinge auch ein Blick in die emotionale Situation der Betroffenen. Gemäß Ulbricht behält die Geschichte durch die Mikrogeschichte ihr menschliches Antlitz.:65

## Synopsis
Ulbrichts Buch zeigt drei verschiedene Aspekte bezüglich seiner Konzeption von Mikrogeschichte als Menschengeschichte auf. Der Leser erhält einen breiten Überblick über die Entstehung der Mikrogeschichte, die vielfältige empirischen Möglichkeiten und neue, zukunftsfähige Ansätze mikrogeschichtlichen Arbeitens.

### Mikrogeschichte als Menschengeschichte
In einem ersten Abschnitt bietet es eine kurze Einführung in die Mikrogeschichte und deren internationale Verbreitung. Der Autor benennt Mikrogeschichte als einer der erfolgreichsten neuen Wege in der Geschichtswissenschaft.:38 Ulbricht definiert Mikrogeschichte als genauen Blick auf kleine soziale Einheiten, was dazu führt, dass die kleinste Beobachtungseinheit der einzelne Mensch sein kann.:30 Dies als Reaktion darauf, dass von vielen der fokussierte Blick aufs Detail verwechselt wird mit einem mikroskopischen Untersuchungsgegenstand, wie zum Beispiel die Behandlung der Beine Ludwigs XIV. nach Sichtung eines Gemäldes oder einer Statue.:19 Ein kleiner Untersuchungsgegenstand alleine bezeichnet nach Ulbricht noch nicht zwingendermaßen Mikrogeschichte. Denn diese zeichne sich aus durch ein „gutes Mass an theoretischer Reflexion“ und einer „Vielfalt in der Praxis“:13 und versuche mit dem mikroskopischen Blick soweit möglich einer größeren, allgemeineren Frage nachzugehen. Die Vielfalt in der Praxis spiegelt sich auch in der Ausbreitung von Mikrogeschichte wider. Mit dieser Ansicht stellt er sich in eine Linie mit Carlo Ginzburg, der in seinem Aufsatz "Latitude, Slaves, and the Bible" von 2005 gleich zu Beginn betont, dass der Ansatz, den man mit Mikrogeschichte betiteln kann, mit der Vergrößerung und Verkleinerung einer Linse zu vergleichen sei. Dabei handle es sich um einen kognitiven Perspektivenwechsel: durch das Verkleinern der Linse und den Fokus auf eine Einzelperson soll ein breites Verständnis von einem übergeordneten Themenkomplex erreicht werden.
Entstanden aus der italienischen microstoria fand diese geschichtswissenschaftliche Disziplin bald international Anklang. In den USA finden nach Ulbricht vorwiegend Untersuchungen des Lebens von Einzelpersonen statt, um „grundlegende Erfahrungen und Mentalitäten gewöhnlicher Menschen“:19 zu erforschen. Als eine der bekanntesten Vertreterinnen ist hier Natalie Zemon Davis zu nennen. Ebenfalls zeichne sich amerikanische Mikrogeschichte oft durch die Anwendung eines erzählenden Stils aus.:26 Die historischen Untersuchungen werden also in massentaugliche Narrative verpackt. Mikrogeschichte in China wiederum sei sehr stark von amerikanischen China-Forschenden geprägt. In England hätte sich kein spezifischer Stil durchgesetzt. Es würden unzählige, unterschiedlichste Variationen von Mikrogeschichte existieren.:26 In Deutschland schließlich sieht Ulbricht eine Etablierung der Mikrogeschichte vor allem als Forschung zu Dörfern. Die Etablierung derselben schreibt er einem Generationenwechsel zu. Ein (deutscher) kritischer Diskurs darüber finde nicht statt.:45

### Mikrogeschichte als Menschengeschichte konkret
Im zweiten umfassendsten Teil führt Otto Ulbricht sechs eigene empirische, mikrogeschichtliche Untersuchungen an. Allen ist eine prägende Episode im Leben einzelner Menschen als Ausgangspunkt gemeinsam. Je nach Quellenlage geht Ulbricht in den Beispielen auch auf allgemeinere Fragen ein. Dazu wählt er sechs Menschen aus dem 17. und 18. Jahrhundert aus als Vertreterinnen oder Vertreter bestimmter Stände:65 und unterschiedlicher sozialer Situationen.:64 Gemeinsam ist bei allen sechs ein kleines Gebiet im heutigen Deutschland, in welchem sie lebten oder zumindest einmal im Leben vorbeikamen, sowie ein prägendes Lebensereignis, das mehr oder weniger schriftliche Quellen generierte.
Erster ist Clauss Paulsen, der den sozialen Aufstieg bis zum Vogt erreichte, also eines der höchsten Ämter unter den Bediensteten. Aufgrund verschärfter Gesetzeslage und Unstimmigkeiten mit dem neuen Gutsherrn fürchtete Paulsen, dass er und seine Familie in Leibeigenschaft geraten könnten. Deshalb gab er sein bisheriges Leben auf, floh in die nächstgelegene Stadt und schickte Bittschriften für seine Sache an den höher gestellten Herzog. Von diesen Bittschriften sind 20 Briefe überliefert. Der Fall von Clauss Paulsen gibt neben der Lebenssituation eines Vogtes auch Informationen zu dem zu dieser Zeit schon länger in Spannung stehende Verhältnis zwischen den Städten und dem Stand der Adligen.:100 Die Quellenlage lässt offen, wie sich der Fall von Paulsen weiter entwickelte. Es gibt jedoch gut begründete Hinweise dafür, dass Otto Paulsen, einer der Söhne Clauss’, 1621 den Bürgereid in dieser Stadt ablegen konnte. Die Nachkommen von Clauss Paulsen hätten also in Freiheit leben – und von den Spannungen zwischen Stadt und Adel profitieren können.:103
Die zweite Studie betrifft eine junge Waise, Margaretha Dalhusen, die sich gegen eine von ihren Vormündern geplante Ehe zur Wehr setzte. Ihr Widerstand wurde skandalisiert und schlug zu damaliger Zeit hohe Wellen. In der Folge generierte der Fall reiches Quellenmaterial: Prozessakten, aber auch Briefe von Beteiligten sowie ein Bericht von Dalhusen selbst. Unter dem psychologischen Druck ihrer Vormünder stimmt Dalhusen schließlich unter gewissen Bedingungen der Verlobung zu. Da sie den Ehevollzug auch nach der Verlobung verweigerte, landete der Fall Dalhusen schließlich vor Gericht und spaltete die öffentliche Meinung. Auf der einen Seite stand der erste Bürgermeister, der den Verlobten vertrat und konservativere Kreise hinter sich scharen konnte. Er setzte sich für eine – wenn es denn sein musste – gerichtliche Durchsetzung der unantastbaren Institution Ehe ein. Auf der anderen Seite stand der Domprediger der Stadt, der die Konsensehe verteidigte. So war für eine Eheschließung nach geltendem Kirchrecht (seit dem Hochmittelalter) die „aus freiem Willen gegebene Zustimmung der Frau“:116 erforderlich. Der Domprediger widersetzte sich hierbei einer Auslegung Luthers, der zwar schrieb, „dass Eltern die Kinder zur Ehe nicht zwingen noch hindern und die Kinder, ohne der Eltern willen sich nicht verloben sollen“:125, in Praxis den Kindern aufgrund des vierten biblischen Gebots (nach lutheranischer Zählart) „leidenden christlichen Gehorsam“:126 empfahl. Nur aufgrund eines Zufalls ging der Streit schließlich zu Gunsten von Margaretha Dalhusen aus – und ihre weitere Spur verliert sich wieder in der Vergessenheit.
Frantz Böckmann, ein Kaufmann, steht im Zentrum der dritten Studie. Zum Schutz seiner Stadt vor schwedischer Plünderung wurde er als Unterhändler zum dänischen König geschickt. Um den König zu überreden, seine Truppen in der Stadt zu belassen, erklärte sich der Kaufmann dazu bereit, als Spion für Dänemark tätig zu werden und die feindlichen Truppenbewegungen auszukundschaften. Über diese Spionagetätigkeit verfasste Böckmann einige Jahre später einen Bericht, der im Original erhalten blieb. An diesem Beispiel untersucht Ulbricht frühe Ausprägungen von Patriotismus. Ulbricht argumentiert, dass sicher dieser bei Stadtbewohnern nicht auf den Landesherren bezog, sondern primär auf die Interessen der Stadt ausgerichtet war.:205–206
Der junge Goldschmiedgeselle Ehrenfriedt Andres Kien steht im Fokus der nächsten Studie. Von ihm sind zehn Liebesbriefe an eine junge Witwe erhalten, die seinen persönlichen Konflikt zwischen seiner Liebe und der Ehrerhaltung der Handwerkergilde verdeutlichen. Im Falle von Kien betont Ulbricht die Wichtigkeit des Miteinbezugs von Emotionen zum besseren Verständnis historischer Quellen. Bezüglich des Spannungsfelds von Liebe, Handwerkerehre und illegitimer Vaterschaften zur Zeit der Wanderschaft von Handwerksgesellen stellt Ulbricht folgende These auf: Es könne sein, „dass die romantische Liebe ihren Teil zum Niedergang des alten Handwerks beigetragen hat, und zwar, indem sie bei einer beträchtlichen Zahl von Handwerkern zum Verlust der Ehre führte. Dieses erscheint um so plausibler angesichts der [dadurch] verringerten Chance, Meister zu werden“:239.
Ein Verhörprotokoll, eine Reihe gefälschter und echter Dokumenten, Marschrouten und ein Kassiber bilden die vielfältige Quellenlage zur nächsten Studie über den invaliden Bettler Johann Gottfried Kestner. Die Tatsache, dass er mit seinen gefälschten Papieren relativ frei reisen konnte, bringt gemäß Ulbricht neue Erkenntnisse zu dem damals vorherrschenden Verwaltungssystem, das geprägt war von schwachen, unterbezahlten und gleichzeitig überlasteten Staatsbediensteten auf unterer Stufe.:272–274
In der sechsten und letzten Studie wird der Heiler Friedrich Franz Heinitz vorgestellt, der aufgrund veränderter Gesetze und einer neuen Vorschrift für Mediziner-Lizenzen um seine Praxis bangen musste. Sein Kampf gegen die damalige Institutionalisierung der Medizin generierte unzählige Akten, wovon einige erhalten blieben. Trotz mehrmaligem Wohnortswechsel, mit denen er sich etwas mehr Zeit verschaffen konnte, begann er schließlich, wie vorgeschrieben, ein Medizinstudium. Schon bald versuchte er erfolglos seine Lizenz mittels Bittschriften an die staatliche Obrigkeit zu erhalten. Auch den Prüfungsabschluss suchte er vergeblich mit erkauften Lösungen zu erreichen. Dennoch konnte er seine Praxis – mittels taktisch geschickter Verzögerungsstrategien und einer breiten Unterstützung seiner Arbeit innerhalb der unteren Bevölkerungsschichten – eine Weile fortführen.
Mit den erwähnten Studien möchte der Autor einen Eindruck vermitteln von Methoden und Möglichkeiten mikrohistorischen Arbeitens.:68 Anhand der Beispiele zeigt Ulbricht auf, wie man von einzelnen Personen auf generelle Lebenssituationen zu einer bestimmten Zeit schließen kann: Wie das Leben in der Frühen Neuzeit einer verwaisten, jungen Frau, eines Vogts oder eines Handwerksgesellen. Gleichzeitig betont er bei den Fällen immer auch die Grenzen der Verallgemeinerungen, die sich aufgrund der Quellenlage aufdrängen.

### Mikrogeschichte als Menschengeschichte: Blicke zurück und nach vorne
Im letzten Abschnitt stellt Otto Ulbricht seine Vision einer zukunftsfähigen Mikrogeschichte vor. Er sieht großes Potenzial im Feld der Untersuchung von Emotionen, was dank mikrohistorischer Arbeitsweise „einen grundlegenden Beitrag zu einem besseren Verständnis sozialer Handlungen und Prozesse liefern“:356 kann. Auch spricht er sich dafür aus, bei der Erforschung des Raums den territorialen Fokus aufzubrechen und vermehrt auch – sozial konstruierte – subjektive Handlungsspielräume zu untersuchen.:358 Dieses Plädoyer könnte mit Hans Medick als eines für die "Globale Mikrogeschichte" verstanden werden. In einem Aufsatz zur Zukunft der Mikrogeschichte will Medick aufzeigen, wie verschiedene methodologische Ansätze in Richtung einer globalen Mikrogeschichtsschreibung zielen. Zum Schluss regt der Autor an, dass in Deutschland mehr mikrogeschichtliche Studien im Bereich der Politikgeschichte und des Kulturkontaktes, zum Beispiel im Zusammenhang mit dem Kolonialismus, durchgeführt werden sollten. Des Weiteren fordert er die Etablierung der Narration in Deutschlands Mikrogeschichte und versucht dieser das Label der Unwissenschaftlichkeit zu nehmen.

## Rezeption
Mikrogeschichte: Menschen und Konflikte in der Frühen Neuzeit von Otto Ulbricht gilt als eines der wenigen umfassenden Werke zu diesem Forschungszweig. Es bietet einen Überblick über die Geschichtsschreibung, über verschiedene empirische Ausprägungen der Mikrogeschichte in der Vergangenheit und Gegenwart sowie Ausblicke auf mögliche zukünftige Anknüpfungspunkte dieser Forschungsdisziplin.
Zusätzlich wird Ulbricht für dieses Buch ein „offener und selbstkritischer Umgang“ mit den Quellen attestiert, der „die eigentliche Stärke des Buchs“ sei. Es sei ein „engagiertes und ehrliches Lehr- und Lernbuch“, das zur „Pflichtlektüre […] vor allem auch all denen empfohlen sei, die ihr [der Mikrogeschichte] immer noch mit spitzen Fingern begegnen“.
Kritik erntete das Buch, da befürchtet wurde, dass es vergangene Streitigkeiten in Forschungskreisen der Geschichtswissenschaft wieder aufleben lassen könnte: Ob nun Mikrogeschichte gegenüber anderen historischen Ansätzen wirklich eine größere Realitätsnähe besitze; oder ob die Feststellung zutreffe, dass die sonst „üblichen historischen Synthesen“ aus sich widersprechenden Fakten ausgewählt wurden und daher eine „willkürliche, subjektive Interpretation“:343 darstellen. Achim Landwehr stellt dem gegenüber, dass diese Aussagen zu ähnlichen Teilen auch auf die Mikrogeschichte zutreffen. Ulbricht prangert in diesem Werk einen Alleinvertretungsanspruch gewisser Historiker, Anhängerinnen oder Anhängern der obigen großen Synthese, an und zitiert dazu den amerikanischen Historiker Richard D. Brown: „Unsere intellektuelle Vitalität profitiert von unseren unterschiedlichen Forschungsansätzen […]. Deshalb sollten wir […] auf unseren unterschiedlichen Wegen fortfahren. Wir werden weiterhin nicht nur Synthesen brauchen […]. Mikrogeschichte ist eine Art, Geschichte zu treiben, nicht die einzige“:60. Aussagen des Autors zum Ende des Buches, wie die „grössere Realitätsnähe“:339 mikrogeschichtlicher Studien oder deren stärkeren „Anspruch auf Glaubwürdigkeit“:343 bestärken die vorherige Kritik von Achim Landwehr, dass bei Ulbricht diese Gleichwertigkeit unterschiedlicher Forschungsansätze zu kurz kommt. Dennoch würde das Buch von Otto Ulbricht einerseits eine gute Einführung in die Thematik der Mikrogeschichte, andererseits aber auch neue Impulse für den kritischen, theoretischen Diskurs bieten.
Eine Schwierigkeit der Mikrogeschichte besteht darin, dass kein Patentrezept für die Form ihrer Darstellung existiert. Man stößt ständig auf weitere Einzelheiten die manchmal mehr, manchmal weniger bekannt sind. Diese müssen dann jeweils kontextualisiert und erklärt werden. Dies hat einen negativen Einfluss auf den roten Faden, dem die Erzählung folgt und führt zu Unübersichtlichkeiten. Ulbricht verschiebt diese Exkurse nicht in die Fußnoten wie dies andere Autoren tun, sondern führt sie jeweils aus. Er legt dabei einen offenen und selbstkritischen Umgang mit der Mikrogeschichte an den Tag, welche als eine der Stärken des Buchs bezeichnet werden kann. Seine Herangehensweise zeigt exemplarisch auf, dass die Mikrohistorie einen unverzichtbaren Platz in der Geschichtswissenschaft verdient. Das Werk ist laut Norbert Schindler ein Lehr- und Lernbuch, welches zur Pflichtlektüre der Anhänger der Mikrogeschichte wie aber auch der Kritiker gehören solle.

## Ausgabe
- Deutsche Originalausgabe: Otto Ulbricht: Mikrogeschichte: Menschen und Konflikte in der frühen Neuzeit. Campus-Verlag, Frankfurt/Main 2009, ISBN 978-3-593-38909-7.